# Caso pegativo
Na linguística, o caso pegativo (abreviado peg) é um caso gramatical hipotético que prototipicamente marca o agente de uma ação de doação.

O caso foi proposto pelo linguista dinamarquês Søren Wichmann para a variedade Azoyú da língua tlapaneca, que parece ser a única língua natural que usa tal caso. Wichmann escreve que o caso é:
... baseado no grego 'Pegativo' πηγή, que significa 'origem, fonte, emanação, etc.' para fornecer um nome para um caso que proto-tipicamente se refere a um doador em oposição a um destinatário".
No entanto, o postulado sistema de casos da língua tlapaneca é verbal, e é controverso se o caso verbal como tal realmente existe.